# Patagonisch Plat

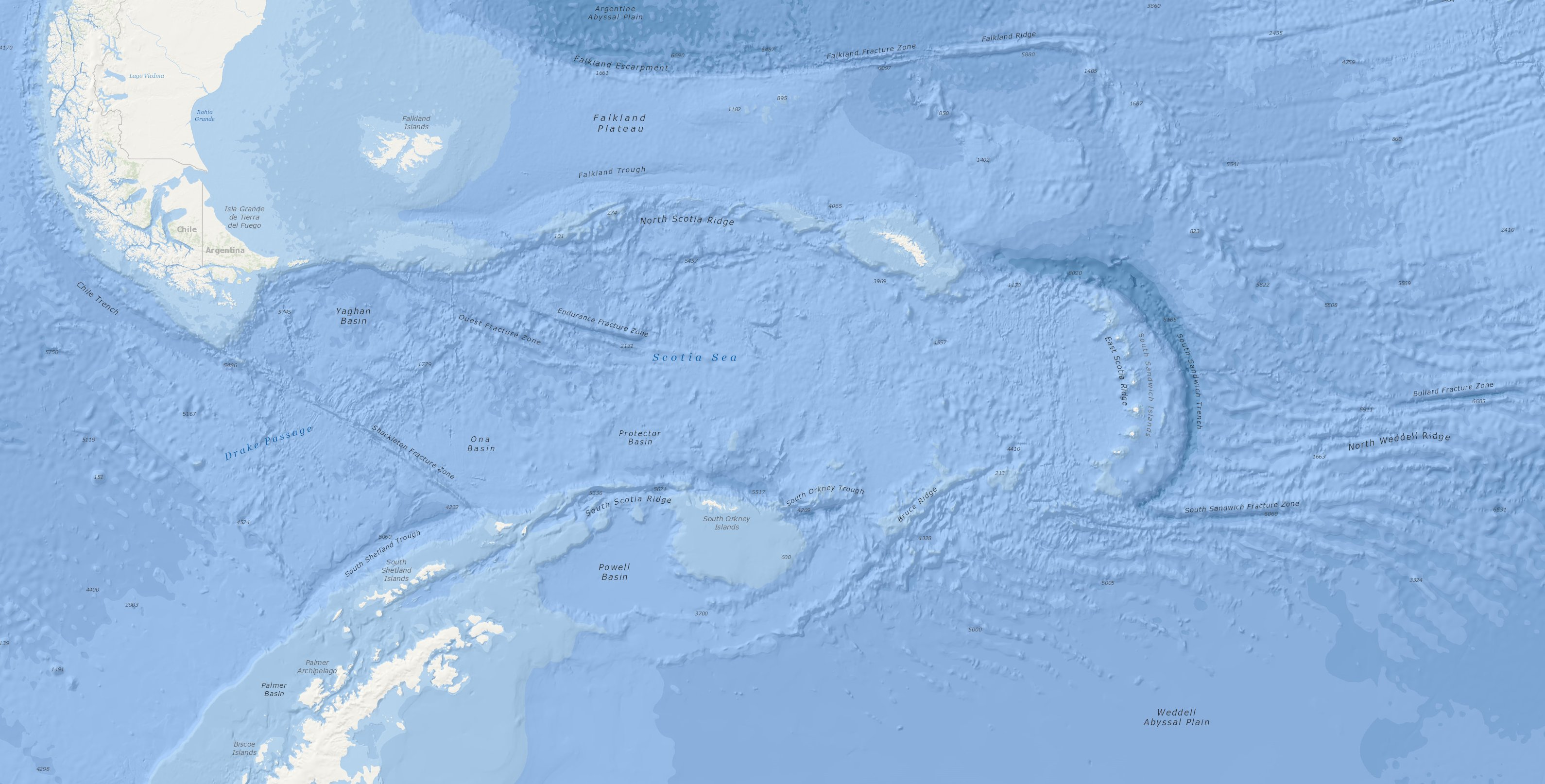
Bathymetrie van het Falklandsplateau en de Scotiarug

Het Patagonisch Plat is een continentaal plat dat deel uitmaakt deel van het Zuid-Amerikaanse continentale plat dat behoort tot de Argentijnse Zee aan de Atlantische kust, ten zuiden van ongeveer 35° ZB. Het grenst aan de kusten van Uruguay, Argentinië en de Falklandeilanden. Verschillende autoriteiten noemen verschillende afmetingen van het plat, afhankelijk van hoe zij de grenzen ervan definiëren, waarbij volgens een definitie de oppervlakte 1,2 tot 2,7 miljoen vierkante kilometer bedraagt met een maximale breedte tussen 760 en 850 kilometer. Het plat zelf kan worden verdeeld in een strook van 100 kilometer waar de zeebodem met een snelheid van ongeveer een meter per kilometer afloopt, en vervolgens in een brede vlakte (250 tot 450 kilometer breed) waar de zeebodem langzaam afloopt tot een diepte van 200 meter. Afgezien van het Falklandplateau (dat ten oosten van de Falklandeilanden ligt) daalt de zeebodem dan met wel 10 meter per kilometer tot 2000 meter en meer.
De Falklandtrog scheidt het Patagonische Plat van de Scotiarug.
Het gebied ligt in de mariene ecoregio Patagonische Plat.